# Acidentes e incidentes aéreos de 2015
Esta lista relata todos os acidentes e incidentes aéreos ocorridos em 2015.

## Janeiro

### Acidente do Antonov-26 da Força Aérea da Síria

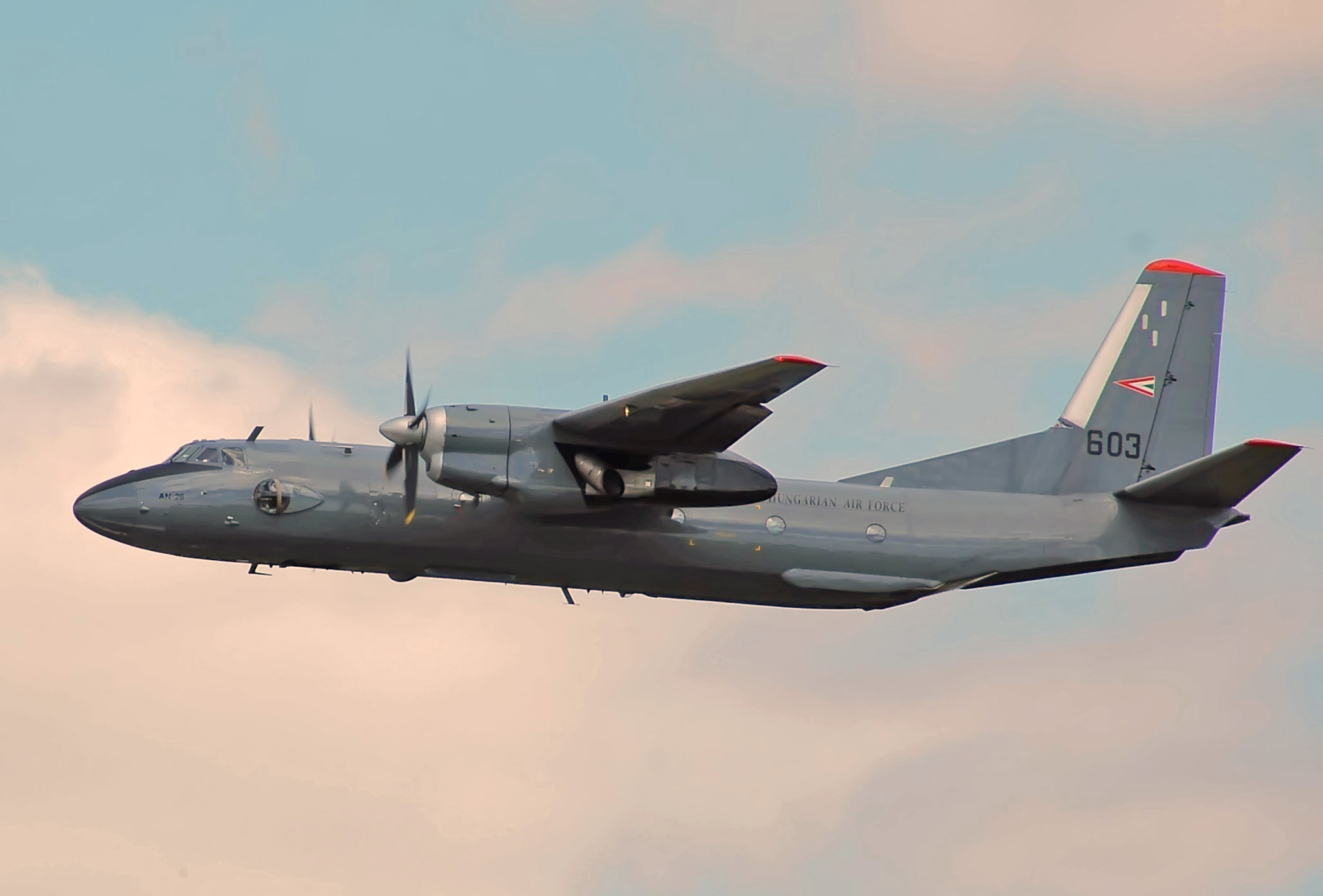
Aeronave semelhante a envolvida no incidente

Em 18 de janeiro de 2015, uma aeronave militar, modelo Antonov An-26 de fabricação russa, operado pelo Força Aérea da Síria, caiu ao tentar pousar no aeroporto militar de Abu al-Durur, na província de Idlib, Síria. Havia 35 pessoas a bordo, sendo 30 soldados sírios e 5 especialistas militares iranianos. Não houve sobreviventes. O exército sírio culpou o mau tempo na região, porém, a Al-Qaeda informou que abateu a aeronave.
O aparelho de carga militar, de posse da Força Aérea da Síria, viajava ao noroeste do país levando comida e munição durante a noite de 18 de janeiro de 2015. No voo havia 29 passageiros e 6 tripulantes. O destino da aeronave era o aeroporto militar Abu al-Durur, que é controlado pelas forças governamentais sírias e assediado por combatentes da Frente Al-Nusra, filial da Al-Qaeda neste país.
O Observatório Sírio de Direitos Humanos (OSDH), informou que o acidente ocorreu devido a forte neblina ou questões técnicas. Segundo o Observatório, a pouca visibilidade no momento do acidente fez com que o avião caísse após se chocar com os cabos da instalação elétrica. No entanto a ala da Al-Qaeda na Síria, a frente Al-Nusra disse através do Twitter, que derrubou a aeronave síria.
| “ | A Frente al-Nusra derrubou um avião de carga militar durante a noite acima do aeroporto militar de Abu al-Duhur | ” |

### Acidente do F-16 Fighting Falcon da Força Aérea Grega

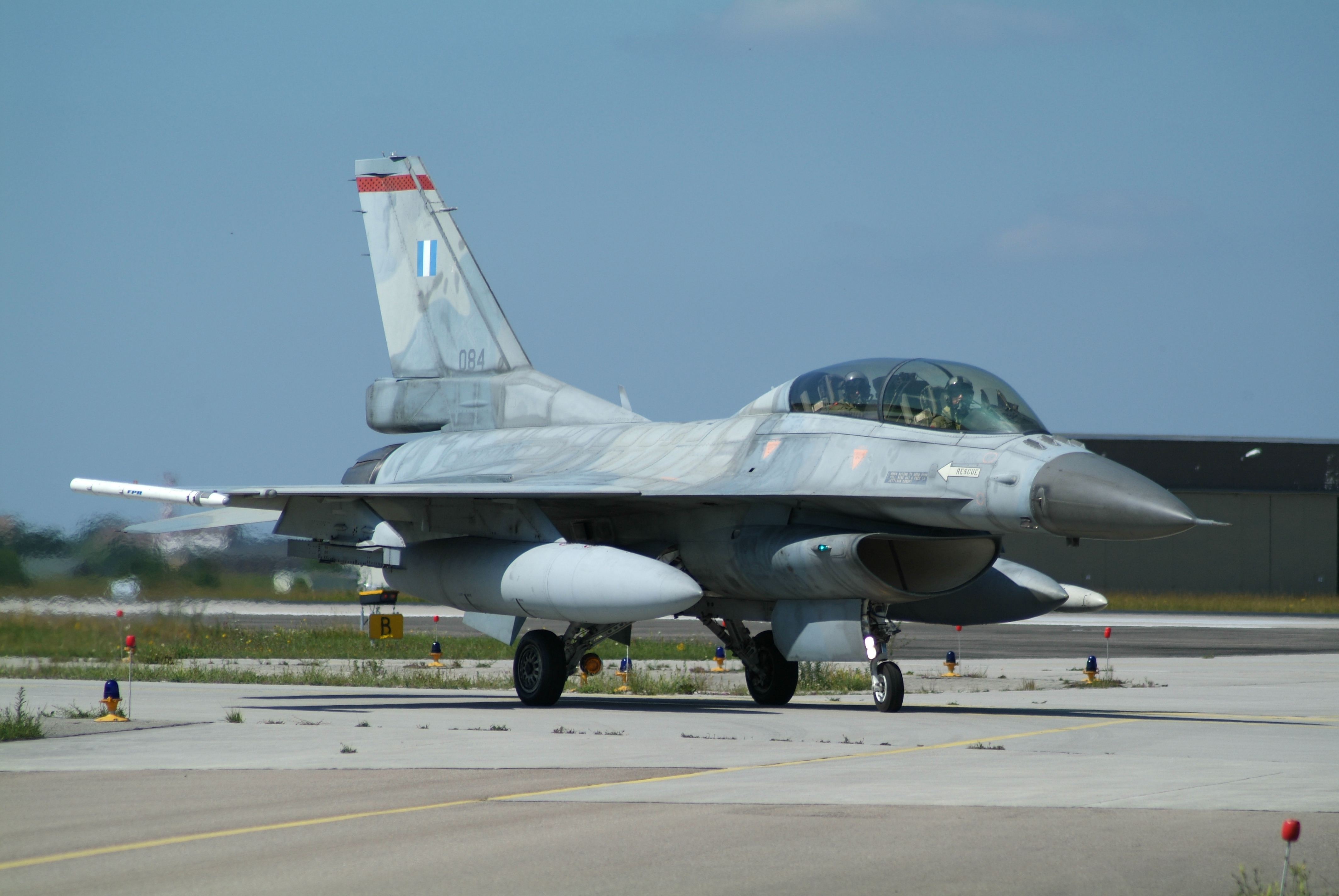
Aeronave envolvida no acidente

Em 26 de janeiro de 2015, um a aeronave F-16 Fighting Falcon, pertencente à Força Aérea Grega, caiu na Base Aérea de Los Llanos em Albacete, Espanha, matando 11 pessoas, incluindo os dois pilotos e nove em terra. Em solo, outras 21 pessoas se feriram.
A Base Aérea de Los Llanos é o local de um programa da OTAN denominado Tactical Leadership Program, uma série de exercícios de treinamento para militares de dez forças aéreas se países membros da OTAN. Em janeiro de 2015, durante o TLP2015-1, diversas forças aéreas da OTAN implantaram aeronaves para a base, incluindo quatro F-16 da Força Aérea Grega.
Em 26 de janeiro de 2015, um F-16 da Força Aérea Grega colidiu com outra aeronave na base logo após a decolagem, causando uma explosão que matou dez pessoas. Os mortos incluíam os dois pilotos gregos da aeronave e oito militares franceses que se encontravam no terreno. Mais 21 pessoas ficaram feridas, seis delas gravemente. Em 27 de janeiro de 2015, um aviador francês que ficou gravemente queimado no acidente faleceu, elevando o número de mortos para onze. O acidente foi o mais mortífero envolvendo um avião militar na  Espanha desde 1984, quando um Lockheed C-130 Hercules de transporte caiu em uma cadeia de montanhas, matando 18 pessoas. O acidente resultou também na perda de dois Dassault Mirage 2000D e dois Dassault-Dornier Alpha-Jet da Força Aérea Francesa. Dois de seus Dassault Rafale também foram severamente danificados.

## Fevereiro

### Voo TransAsia Airways 235

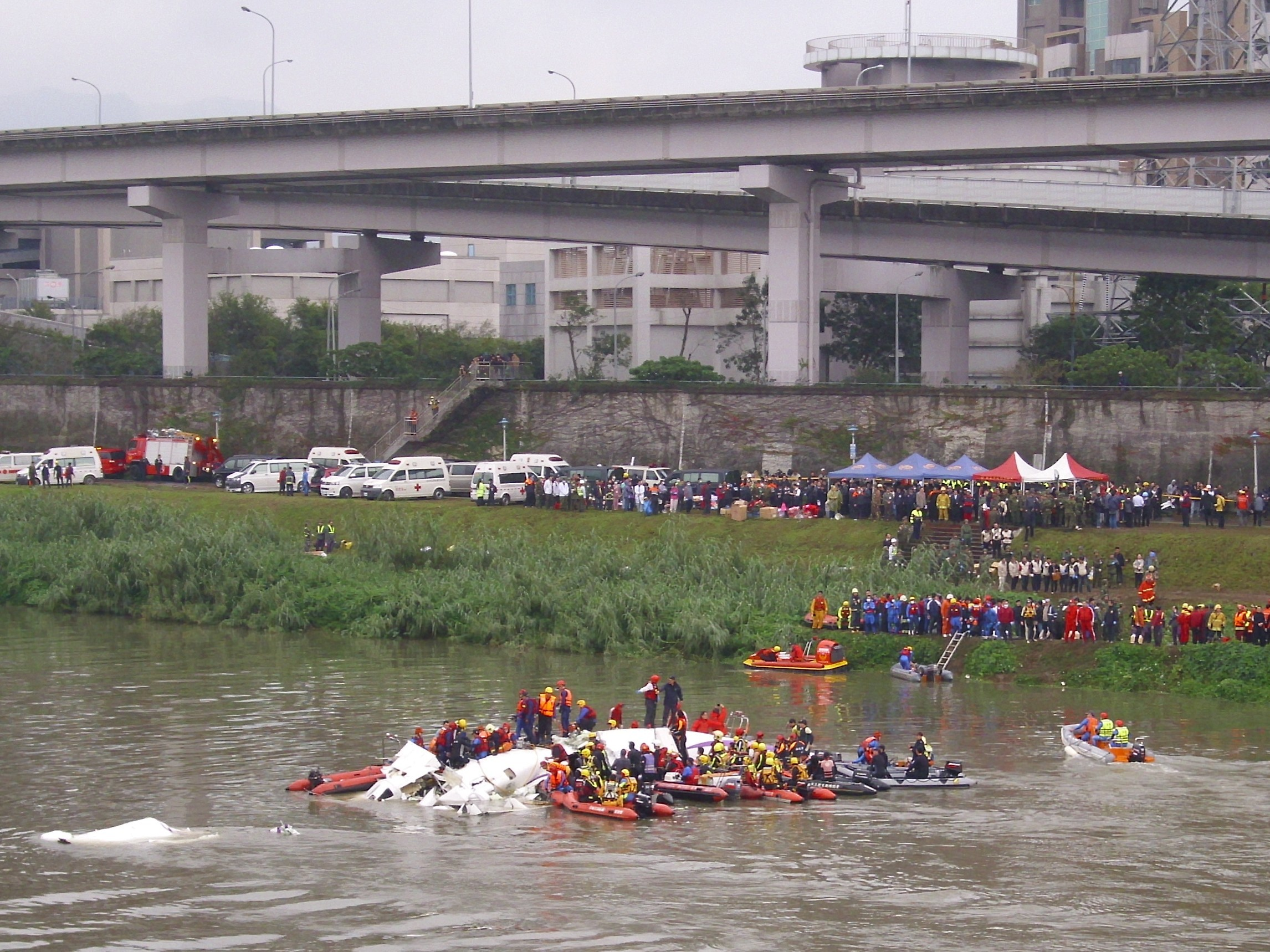
Destroços da aeronave no rio Keelung

Em 4 de fevereiro de 2015, uma aeronave da TransAsia Airways cai no rio Keelung pouco depois de decolar de Aeroporto de Taipé Songshan. O voo operado com um ATR-72, estava voando de Taipei para Kinmen, uma ilha ao largo da costa de Taiwan, com 53 passageiros e cinco tripulantes a bordo. Houve 15 sobreviventes.
Dois minutos após a decolagem, os pilotos relataram um incêndio mo motor. A aeronave subiu a uma altitude de 1 500 pés (460 metros), onde começou a cair. O motor que estava operando normalmente foi desligado incorretamente. Imediatamente antes de cair no rio, a aeronave virou bruscamente à esquerda, atingindo um táxi e atingindo um viaduto.
A aeronave partiu de Taipei as 10:52 UTC+8 (02:52 UTC), para o seu destino em Kinmen, com 53 passageiros e cinco tripulantes a bordo. Ele subiu a uma altitude de 1 500 pés (460 metros) e, em seguida, começou a cair até atingir o rio. A última comunicação do piloto para o controle de tráfego aéreo foi um pedido de Mayday. Às 10:54, a aeronave caiu no Rio Keelung.
O acidente foi registrado por dashcams instaladas em vários carros que cruzavam aquela rodovia no momento. A aeronave passou pelo meio de dois prédios. Em seguida, ele virou rapidamente, em cerca de um ângulo de inclinação de 90°, da esquerda para baixo. À medida que a aeronave voava baixo sobre o viaduto elevado, sua asa esquerda bateu na frente de um táxi e a seção de popa da asa foi arrancada quando ele bateu na estrutura de concreto na beira do viaduto. A aeronave impactou-se na água de cabeça para baixo, quebrando-a em duas partes principais. Duas pessoas no táxi ficaram feridos. No momento do acidente, não foram observados fenômenos climáticos adversos. As 11:00, a base da nuvem em Songshan era cerca de 1 500 pés (460 metros), a visibilidade era ilimitada, e uma leve brisa soprava do leste a 10 nós. A temperatura era de 16 °C (61 °F).
O corpo de bombeiros de Taipei recebeu dezenas de telefonemas de testemunhas oculares, quase que imediatamente após o acidente. Militares, equipes de resgate e voluntários chegaram no local do acidente a poucos minutos mais tarde. Eles começaram a retirar os sobreviventes da seção traseira da fuselagem semi-submersa e transportou-os para botes infláveis. Mergulhadores foram forçados a cortar os cintos de segurança dos passageiros mortos, localizados principalmente na parte da frente, para remover os corpos. Esse trabalho foi dificultado pela baixa visibilidade debaixo d'água. Os gravadores de voo da aeronave foram recuperadas pouco depois das 16:00 daquele dia. Após oito horas, guindastes foram usados para levantar grandes seções da fuselagem para a terra.
Das 58 pessoas a bordo do voo, apenas 15 sobreviveram. Em 5 de fevereiro, os corpos do piloto, co-piloto e observador foram recuperados. Um dos dois comissários de bordo sobreviveram.

## Março

### Voo Delta Air Lines 1086

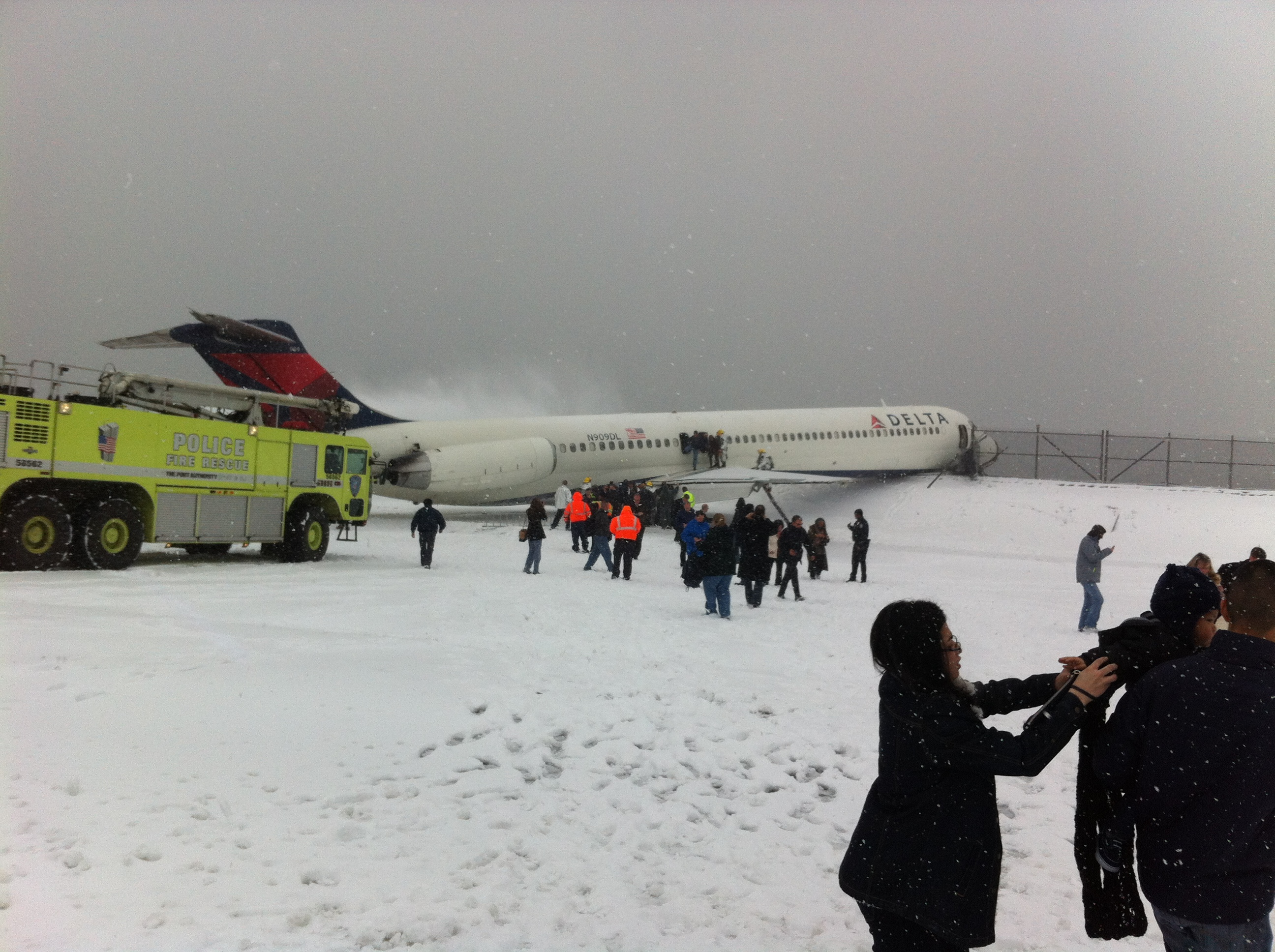
Aeronave após colidir com uma cerca

Em 5 de março de 2015, uma aeronave modelo McDonnell Douglas MD-88, operada pela Delta Air Lines, não conseguiu frear e colidiu com uma cerca no final da pista. Estudos constataram que o avião derrapou por causa da neve que se acumulou na pista. Todos os 127 passageiros e 5 tripulantes sobreviveram.
A aeronave se aproximava da pista 13 para pousar. O piloto automático permaneceu ativado até que a aeronave estava a cerca de 230 pés (70 metros) acima do nível do solo, e a velocidade do ar durante a aproximação final foi de cerca de 140 nós (160 mph), e 133 nós (153 mph) durante o pouso. Após o pouso, o MD-88 não conseguiu frear, por causa da neve que se acumulou na pista.
A aeronave sofreu danos estruturais significativos. Houve grandes danos à asa esquerda. O tanque de combustível de esquerda foi violado perto da extremidade externa das abas laterais. O radar meteorológico da frente foi fortemente danificado. O trem de pouso do nariz e o principal também foram danificados.
A tripulação do avião conseguiu uma evacuação rápida e completa, enquanto a aeronave estava com seu combustível vazando. 24 passageiros sofreram ferimentos leves, mas todos os passageiros feridos foram enviados para o hospital.
O aeroporto foi fechado imediatamente após o acidente as 11:00 (UTC-5). As pistas foram reabertas às 14:30. A pista 13 foi fechada até as 10:30 da manhã seguinte, enquanto os serviços de emergência limpavam o local do acidente e o avião foi colocado em um hangar. Vários passageiros tiraram fotos e gravaram vídeos da aeronave e do local após o acidente, que rapidamente circularam na internet logo após o acidente.

### Acidente aéreo de Villa Castelli

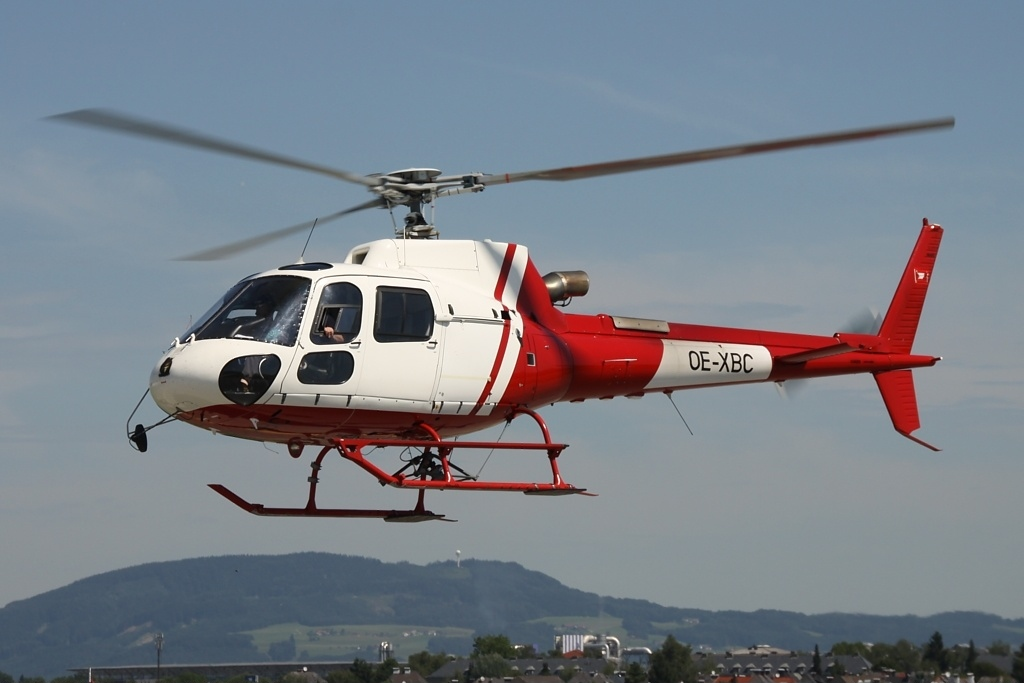
Helicóptero semelhante ao envolvido no acidente

Em 9 de março de 2015, dois helicópteros colidiram perto de Villa Castelli na Argentina. Todas as dez pessoas a bordo das duas aeronaves foram mortos. As aeronaves envolvidas eram dois Eurocopter Ecureuil, um registrado LQ-CGK e o outro LQ-FJQ. A aeronave LQ-CGK foi fabricada em 2010 e era propriedade do governo da província de La Rioja. A aeronave LQ-FJQ foi fabricada em 2012 e era propriedade do governo da província de Santiago del Estero.
Um episódio do programa de televisão Dropped estava sendo filmado para o canal francês TF1. O show leva celebridades para um ambiente hostil de helicóptero e filma seus esforços para sobreviver. O elenco incluía os atletas franceses Florence Arthaud, Alain Bernard, Philippe Candeloro, Jeannie Longo, Camille Muffat, Alexis Vastine e a atleta suíça Anne-Flore Marxer. As filmagens começaram no final de fevereiro de 2015, em Ushuaia, no extremo sul da Argentina, antes de se mudar para a província de La Rioja, a cerca de 1 170 quilômetros (730 milhas) da capital, Buenos Aires. Cada helicóptero transportava quatro passageiros, além do piloto. Segundos após a decolagem, os dois helicópteros colidiram no ar a uma altura de cerca de 100 metros (330 pés) acima do solo. O acidente ocorreu por volta das 17:15 UTC-3 (20:15 UTC).
Todas as dez pessoas a bordo das duas aeronaves foram mortas no acidente, incluindo os atletas franceses Florence Arthaud, Camille Muffat e Alexis Vastine. Os outros mortos foram os dois pilotos argentinos, e cinco cidadãos franceses que eram membros da equipe de produção. As condições meteorológicas no momento foram descritos como boas. Os outros concorrentes estavam esperando no solo nas proximidades quando o acidente ocorreu.

### Acidente aéreo da Base Aérea de Eglin
Em 10 de março de 2015, um Sikorsky UH-60 Black Hawk do Exército dos Estados Unidos caiu ao largo da costa da Florida durante um exercício de treinamento na base da força aérea de Eglin, matando todas as onze pessoas a bordo. O helicóptero foi dado como desaparecido as 8:30.
Havia onze pessoas a bordo do helicóptero no momento, dos quais sete eram fuzileiros navais dos EUA e quatro eram soldados do exército dos EUA. Os fuzileiros navais no helicóptero foram atribuídos a Marine Corps Base Camp Lejeune, na Carolina do Norte.
Destroços do acidente foram encontrados no dia 11 de março às 2:00 em torno de Okaloosa Island. A busca continuou para os passageiros, que foi focada em águas a leste de Navarre, Florida, que foi dificultada pela forte nevoeiro na área. Na manhã de 11 de março, um porta-voz da base da força aérea de Eglin, disse que os restos humanos foram encontrados na área da pesquisa.

### Voo Germanwings 9525

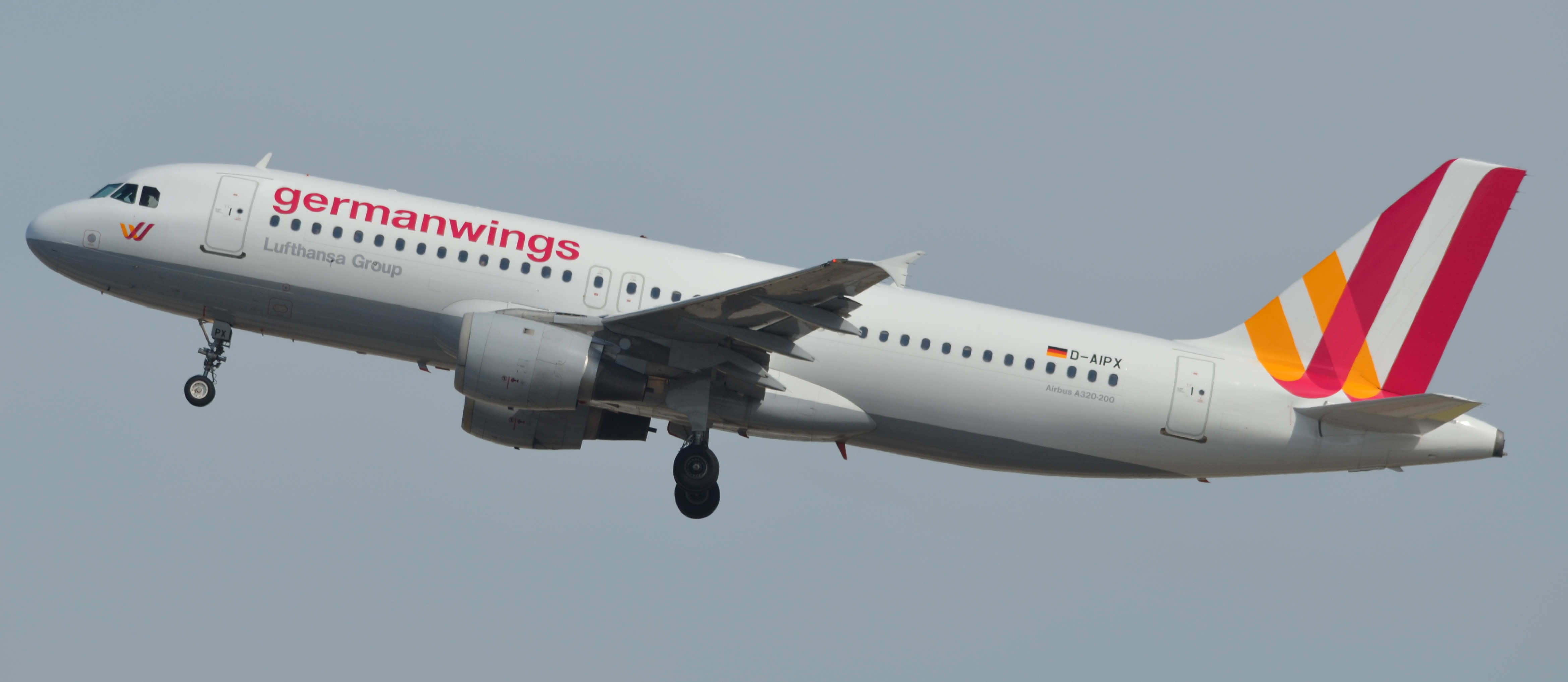
Aeronave envolvida no acidente

Em 24 de de março de 2015, um Airbus A320 operado pela empresa alemã Germanwings caiu a 100 quilômetros (62 milhas) ao noroeste de Nice, nos Alpes franceses após uma descida constante que começou um minuto após o último contato de rotina com o controle de tráfego aéreo e logo após chegar a sua altitude de cruzeiro. Todos os 144 passageiros e seis tripulantes foram mortos. A aeronave ia de Barcelona à Düsseldorf.
O acidente foi deliberadamente provocado pelo co-piloto Andreas Lubitz, que havia sido previamente tratado para tendências suicidas e foi declarado "inapto para o trabalho" por um médico. Durante o voo, ele trancou o piloto para fora da cabine da aeronave antes de iniciar uma descida, o que fez a aeronave colidir com uma montanha.
Em resposta ao incidente e as circunstâncias do envolvimento da Lubitz na mesma, as autoridades da aviação na Austrália, Canadá, Alemanha, Nova Zelândia, Noruega e Reino Unido implementaram novas regulamentações que exigem a presença de duas pessoas autorizadas na cabina do piloto em todos os momentos. Três dias após o acidente, a Agência Europeia da Segurança Aérea emitiu uma recomendação temporária para as companhias aéreas para assegurar, pelo menos, dois membros da tripulação, incluindo pelo menos um piloto está no cockpit durante toda a duração do voo. Várias companhias aéreas anunciaram que já haviam adotado políticas semelhantes voluntariamente.

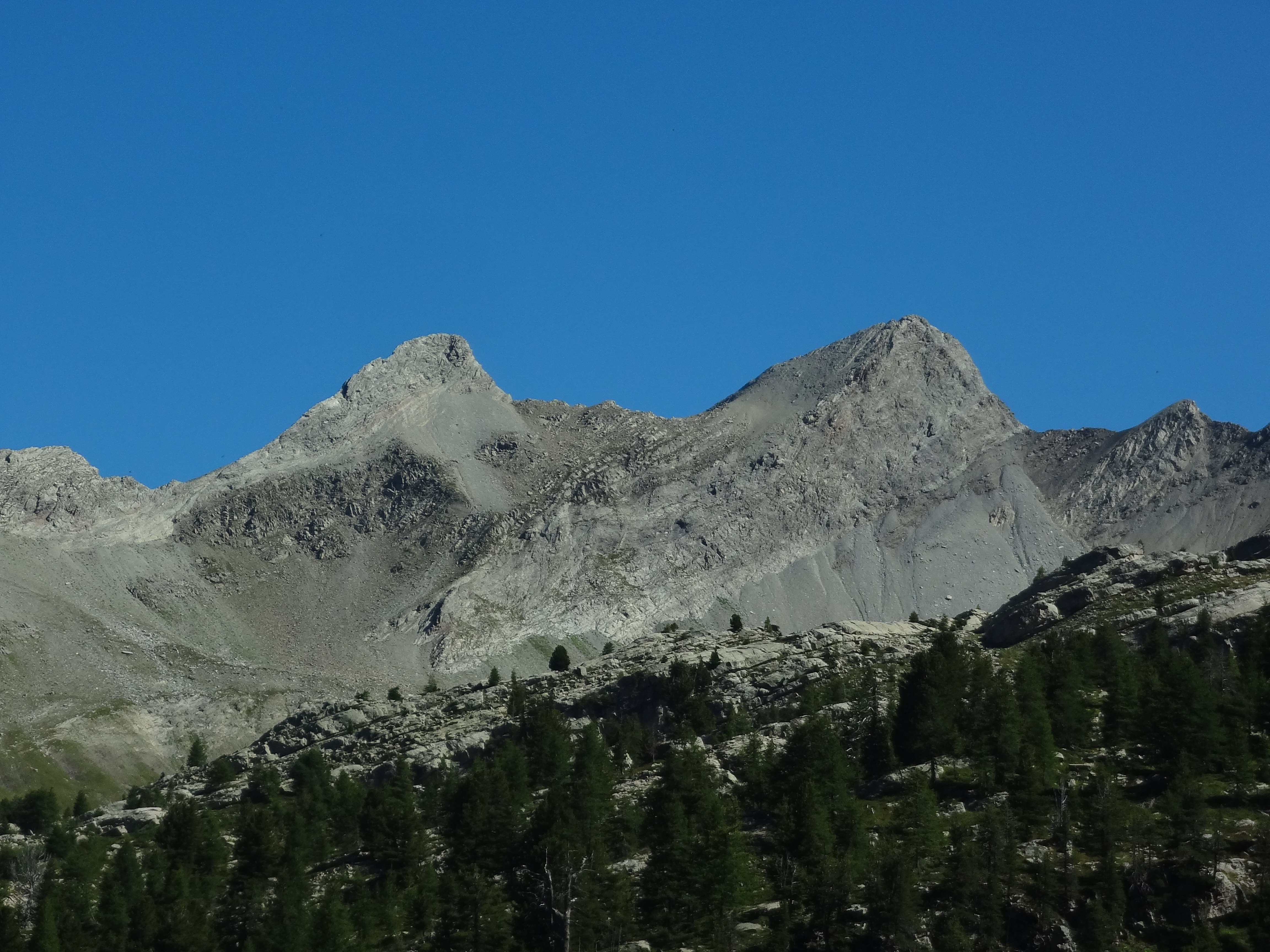
Local do impacto

A aeronave decolou da pista 07R do aeroporto de Barcelona em 24 de março de 2015, 10:01 CET (09:01 UTC) e estava previsto para chegar ao aeroporto de Düsseldorf as 11:39 CET. O voo partiu as 09:35 CET. De acordo com o Bureau d'Enquêtes et d'Analyses pour la Sécurité de l'Aviation Civile (BEA), os pilotos confirmaram as instruções do controle de tráfego aéreo francês às 10:30 CET. Às 10:31 CET, depois de cruzar a costa francesa perto de Toulon, a aeronave deixou a sua altitude de cruzeiro de 38 000 pés (12 000 metros) e começou a descer rapidamente. O controlador de tráfego aéreo declarou a aeronave em perigo após a sua descida e perda de contato por rádio.
O tempo de descida de 38 000 pés foi cerca de dez minutos. O radar observou uma taxa média de descida de cerca de 3 400 pés por minuto ou 58 pés por segundo (18 metros por segundo). As tentativas do controle de tráfego aéreo francês de entrar em contato com o voo sobre a radiofrequência atribuída não foram respondidas. Um jato militar francês tentou interceptar a aeronave. De acordo com o BEA, o contato de radar foi perdido às 10:40, no momento em que a aeronave havia descido para 6 175 pés (1 882 m). A aeronave caiu na comuna de Prads-Haute-Bléone, a 100 quilômetros (62 milhas) ao noroeste de Nice.
A aeronave era um Airbus A320, número de série 147, registrada como D-AIPX. Ele voou pela primeira vez em 29 de novembro de 1990. Ele foi entregue à Lufthansa em 5 de fevereiro de de 1991 e foi arrendada a Germanwings de 1 de funho de 2003 até meados de 2004. A aeronave foi devolvida à Lufthansa em 22 de de julho de 2004 e permaneceu com essa companhia aérea até 2014. Ele foi finalmente transferido para a Germanwings em 31 de janeiro de 2014.

Trajetória do voo

A aeronave tinha acumulado aproximadamente 58 300 horas de voo em 46 700 voos. O objetivo do projeto de serviço original da aeronave era de 60 000 horas ou 48 000 voos. Em 2012, uma extensão foi aprovada, aumentando a vida útil da aeronave para 120 000 horas ou 60 000 voos, desde que um pacote de serviço e inspeções fossem realizadas.
Durante seu último voo, a aeronave estava transportando 144 passageiros, dois pilotos e quatro tripulantes de pelo menos 18 países, principalmente Alemanha e Espanha. A contagem foi confundida pela cidadania múltipla de algumas pessoas a bordo.
O capitão era Patrick Sondenheimer, que tinha dez anos de experiência de voo (6 000 horas de voo) para a Germanwings, Lufthansa e Condor. O primeiro oficial era Andreas Lubitz, que se juntou a Germanwings em setembro de 2013 e tinha 630 horas de voo de experiência.
Entre os passageiros estavam dezesseis estudantes e dois professores. Eles estavam voltando para casa após um intercâmbio estudantil com o Instituto Giola em Llinars del Vallès, Barcelona. O prefeito de Haltern, Bodo Klimpel, descreveu o acidente como "o dia mais negro da história da cidade".
O BEA abriu uma investigação sobre o acidente. Ele foi acompanhado por seu homólogo alemão, o BFU, e foi acompanhado pelo Federal Bureau of Investigation. Horas depois do acidente, o BEA enviou sete investigadores ao local do acidente, estes foram acompanhados por representantes da Airbus e CFM International. O gravador de voz do cockpit, que foi danificado, mas ainda utilizável, foi recuperado por equipes de resgate e foi examinado pela equipe de investigação. Na semana seguinte, o gravador de dados do voo também foi encontrado. Os investigadores isolaram 150 conjuntos de DNA, que foram comparados com o DNA das famílias das vítimas.

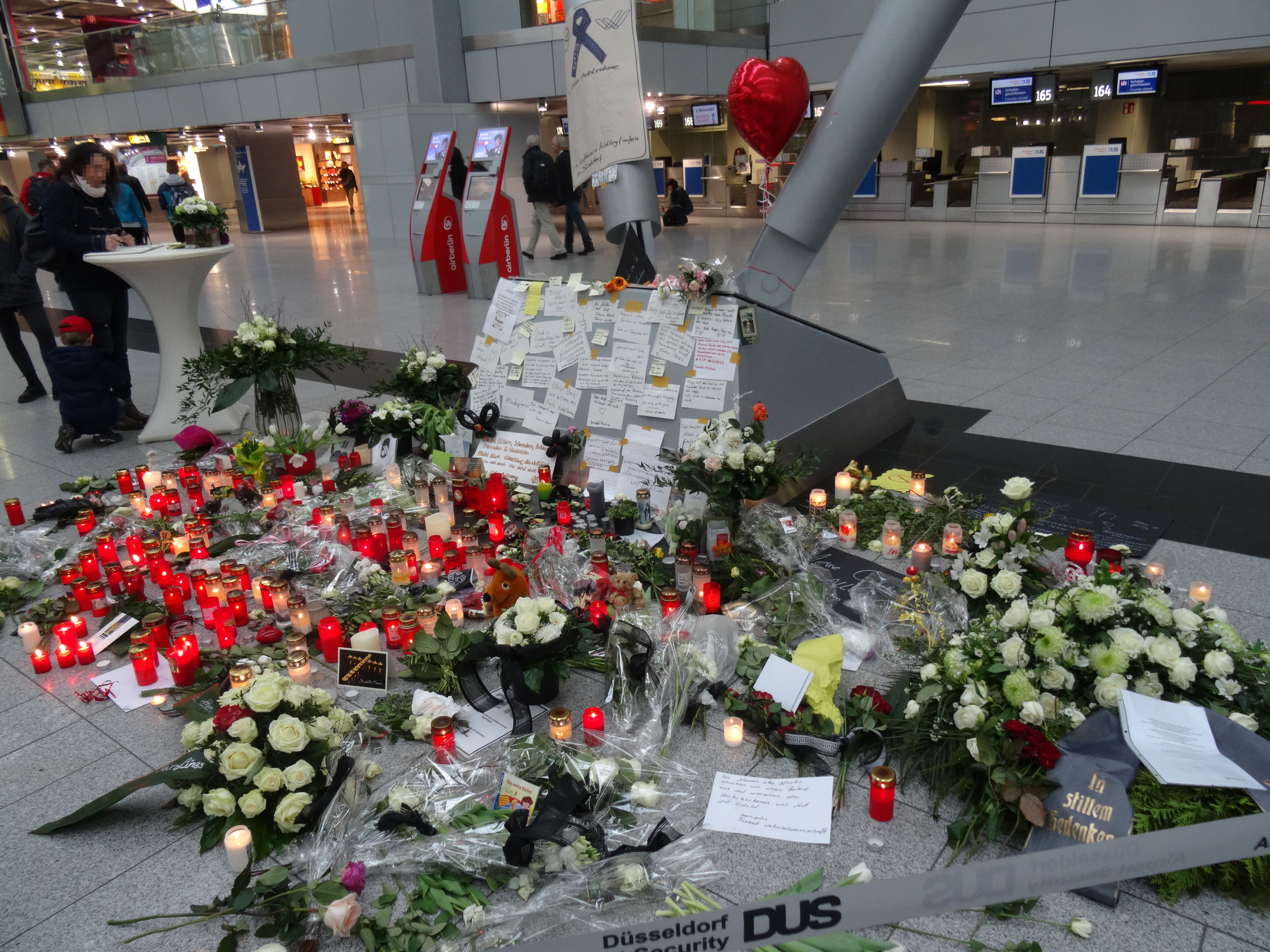
Memorial montado no aeroporto de Düsseldorf

Segundo os promotores franceses e alemães, o acidente foi um ato deliberado. O co-piloto Andreas Lubitz foi inicialmente cortês com o capitão Sondenheimer durante a primeira parte do voo, em seguida, tornou-se "curto" quando o capitão começou o briefing. Robin disse quando o capitão de voltou do banheiro e tentou entrar no cockpit, Andreas havia trancado a porta. O capitão tinha um código para destravar a porta, mas o painel do código pode ser desativado a partir dos controles da cabine. O capitão pediu a abertura da porta usando o interfone; ele bateu na porta mas não recebeu resposta. O capitão então tentou arrombar a porta. Durante a descida, o co-piloto não respondeu às perguntas dos controle de tráfego aéreo e não transmitiu pedido de socorro.  O contato do controle de tráfego aéreo, as tentativas do capitão para arrombar a porta e respiração estável de Andreas eram audíveis na gravação de voz do cockpit. Os gritos dos passageiros nos últimos momentos antes do impacto, também foram ouvidos na gravação.
Após a análise inicial do gravador de dados de voo do avião, o BEA concluiu que Lubitz deliberadamente colidiu o avião. Ele tinha estabelecido o piloto automático para descer a 100 pés (30 metros) e acelerou a velocidade vertical da aeronave posteriormente por várias vezes. O avião viajava a 700 quilômetros por hora (430 mph) quando ele colidiu com a montanha. O relatório preliminar sobre o acidente foi publicado em 6 de maio de 2015, seis semanas depois. Ele confirmou a análise inicial do gravador de dados da aeronave e revelou que, durante o voo de ida de Düsseldorf para Barcelona, Andreas havia tentado colocar o piloto automático para a altitude de 100 pés (30 metros) várias vezes enquanto o capitão estava fora do cockpit.

### Voo Air Canada 624

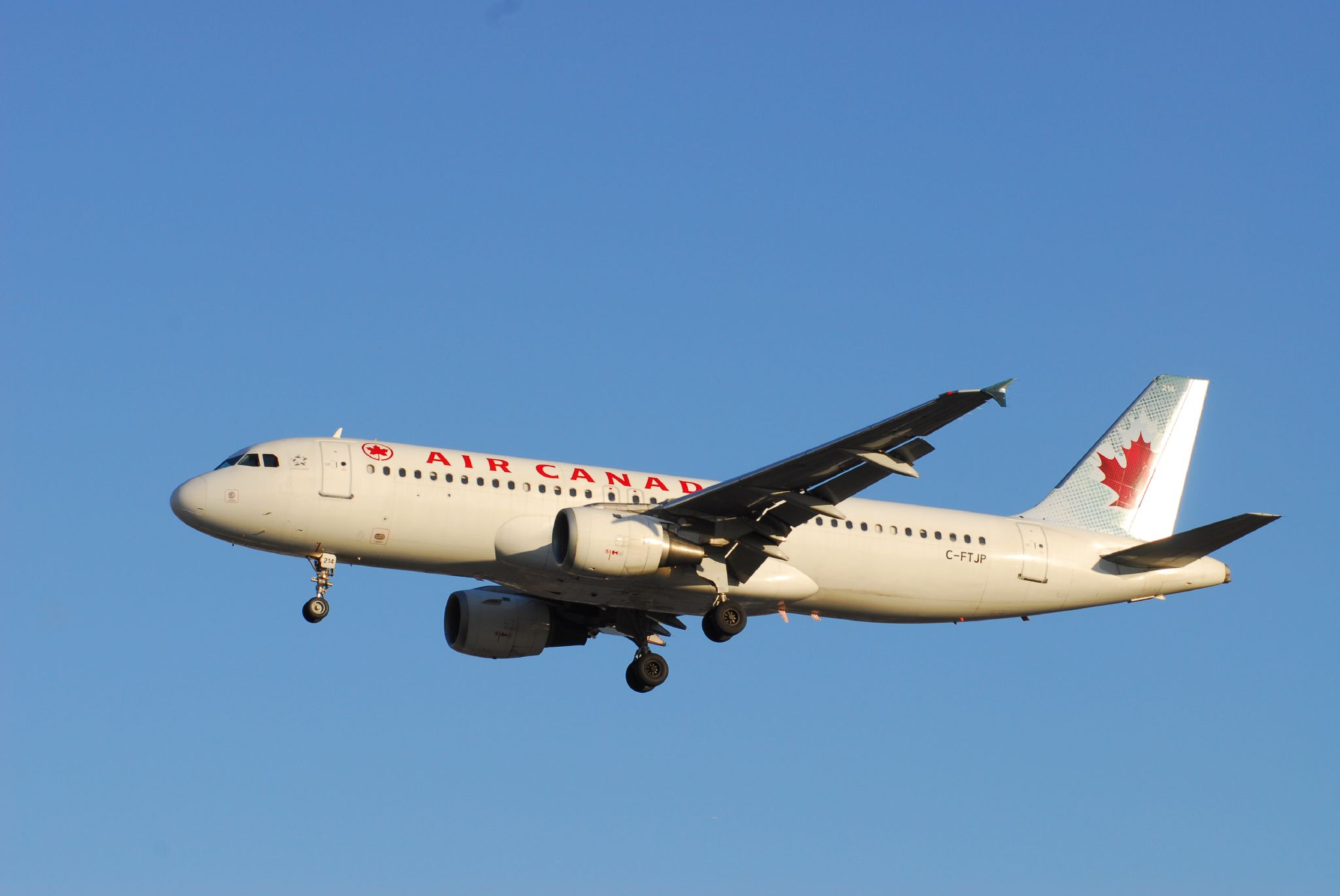
Aeronave envolvida no incidente

Em 29 de março de 2015, um Airbus A320 operado pela Air Canada, que havia partido do Aeroporto Internacional de Toronto, se acidentou após pousar no Aeroporto Internacional de Halifax. A aeronave estava transportando 133 passageiros e cinco tripulantes. A aeronave ultrapassou os limites da pista, colidindo com uma antena de ILS, o que fez trem de pouso dianteiro soltar-se da aeronave e bater uma linha de energia, o que cortou a energia do aeroporto, deixando o aeroporto sem energia elétrica por cerca de 90 minutos. A aeronave colidiu com um barranco, derrapou de barriga e parou 335 metros (1 099 pés) além do limite da pista.
A aeronave foi amplamente danificado, com a perda de toda o trem de pouso dianteiro e motor do lado direito. As asas e leme horizontal também foram danificados. Vinte e três passageiros foram levados ao hospital com ferimentos leves. Ambos os pilotos também foram levados para o hospital. Todos foram liberados no mesmo dia. O clima no momento do acidente foi descrito como "tempestuoso".

## Abril

### Voo Asiana Airlines 162

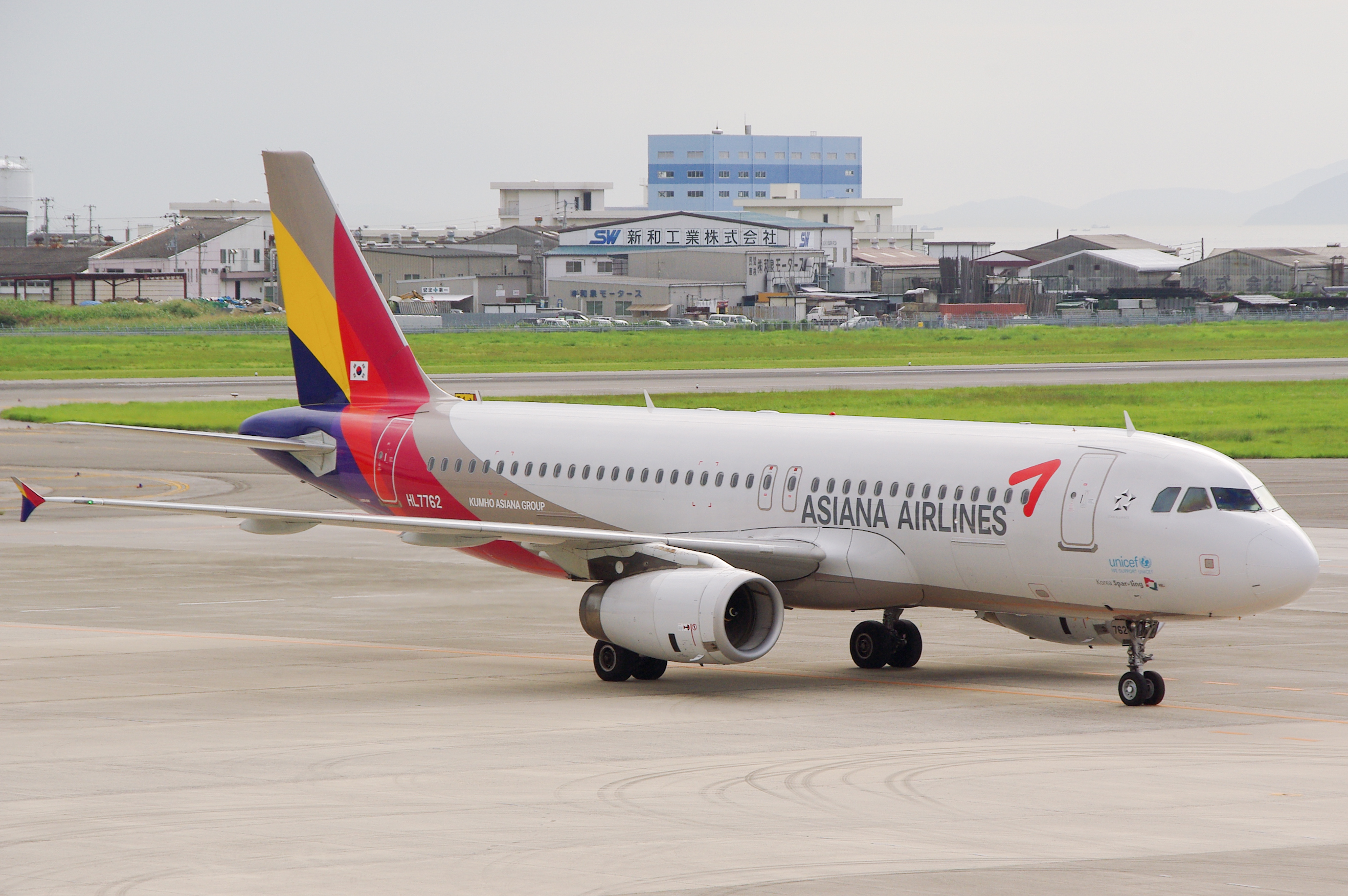
Aeronave envolvida no incidente

Em 14 de abril, um Airbus A320 da Asiana Airlines, que ia do Aeroporto Internacional de Incheon, Seul, para o Aeroporto de Hiroshima em Hiroshima, derrapou na pista ao pousar, atingiu a antena de ILS e girou 120° antes de finalmente chegar a um recuo na grama, em frente ao terminal. A aeronave sofreu danos substanciais à fuselagem e ao motor. Das 82 pessoas a bordo, 27 (25 passageiros e dois tripulantes) ficaram feridos, um deles gravemente.
O ministério dos transportes declarou que a tripulação tentou pousar a aeronave no escuro sem acesso a um sistema de pouso por instrumentos. Neste aeroporto, os aviões normalmente se aproximam do oeste porque o sistema de pouso por instrumentos é instalado apenas no extremo leste da pista. Nesta ocasião, o piloto foi instruído por um controlador de tráfego aéreo ao se aproximar do leste devido à direção do vento. Foi relatado que o piloto tentou pousar em tempo ruim com baixa visibilidade, durante o uso de tais ajudas como a iluminação perto da linha central da pista que indica ângulos deslizantes (normalmente usado em boas condições climáticas).

### Voo Turkish Airlines 1878

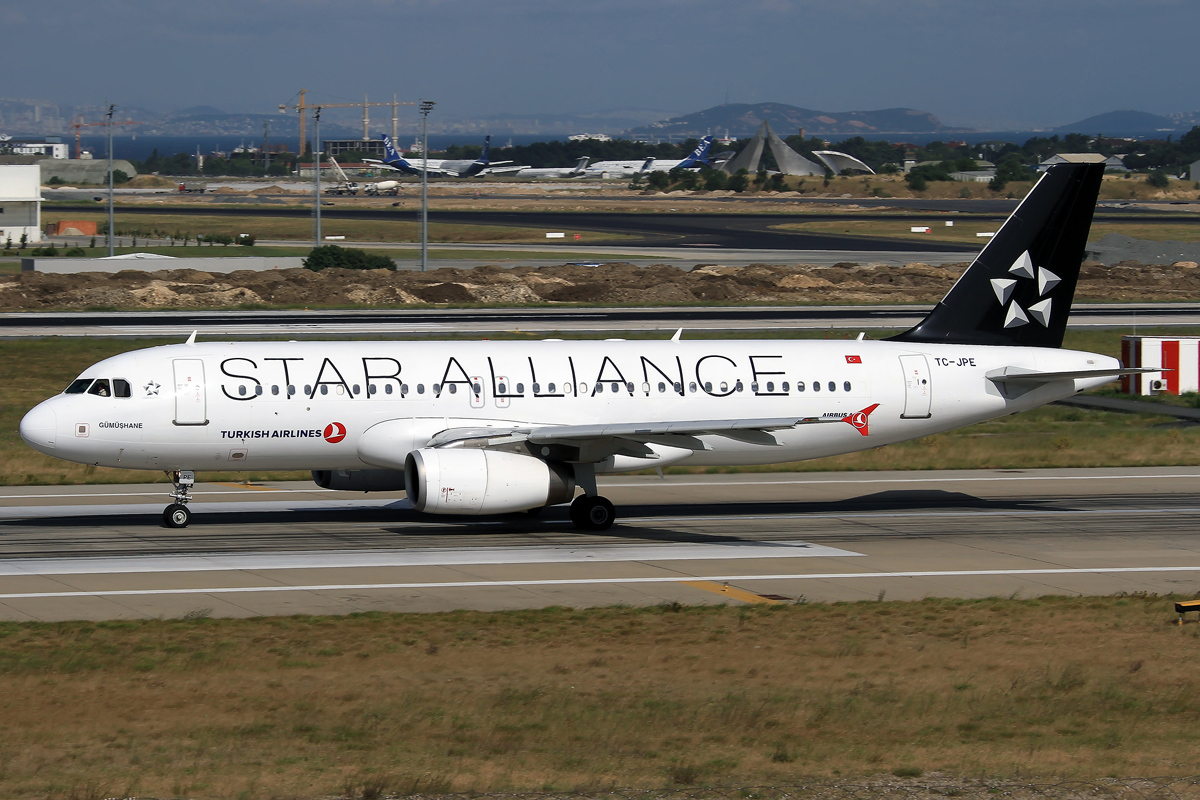
Aeronave envolvida no incidente

Em 25 de abril, um Airbus A320-200 registrado TC-JPE operado pela Turkish Airlines partiu do Aeroporto de Malpensa, Milão, com destino o Aeroporto Atatürk, em Istambul. Às 10:23 (UTC+3), 07:23 (UTC), a aeronave virou para a direita imediatamente antes do pouso em Istambul, o que causou um tailstrike, o que causou danos substanciais para a asa, incluindo a ruptura de linhas de combustível. A força do pouso fez com que algumas máscaras de oxigênio da cabine fossem acionadas.
A aeronave arremeteu, subindo a uma altitude de 3 800 pés (1 200 metros). Durante a aproximação para pousar na pista 35L, um passageiro notou que a asa danificada estava em chamas. Durante o segundo pouso, em 10:41 hora local (07:41 UTC), o trem de pouso direito da aeronave entrou em colapso e a aeronave girou quase 180° para fora da pista. Todos a bordo evacuaram a aeronave através das saídas de emergência. Não houve feridos. A tripulação alegou que a esteira de turbulência de um Boeing 787 Dreamliner que pousou na frente desta aeronave pode ter sido a razão para o impacto.
Após o acidente, o aeroporto foi temporariamente fechado, com voos desviados para o Aeroporto Internacional Sabiha Gökçen. A Turkish Airlines cancelou 95 voos partindo de Istambul.